# Музей на Ешер
Музеят Ешер (на нидерландски: Escher in het Paleis) е музей в Хага, Нидерландия, показващ работата на нидерландския графичен дизайнер Мориц Корнелис Ешер. Намира се в двореца Ланге Воорхоур от ноември 2002 г.

## История
Музеят се намира в двореца Ланге Воорхоур – бивша кралска резиденция, датираща от осемнадесети век. Кралица Ема купува внушителната къща през 1896 г. Тя я използва за зимен дворец от март 1901 г. до смъртта си през март 1934 г. Къщата е използвана от последващите четири нидерландски кралици за техните работни офиси, докато кралица Беатрикс мести работния си офис в Палей Ноордеинде (Paleis Noordeinde). Първият и вторият етаж показват експозиция, която отразява употребата на двореца от кралските особи, особено периода, когато е използван от кралица Ема.
Постоянната музейната експозиция показва голям брой дърворезби и литографии на Ешер, сред тях световноизвестните отпечатъци Air and Water (Птици ставащи риби); Belvedere (отвътре навън на безумия); Waterfall (където водата изглежда да тече нагоре); Drawing (две ръце, рисуващи се). Музеят също така показва и ранни италиански пейзажи, многото огледални копия и избор от чертежите мозаечност, три версии на Metamorphosis (метаморфоза), от най-малката до третата, която е с големина 7 метра. Тези дворби подчетават работата на музея, следвайки принципите на Ешер.
Третият етаж на музея е отреден на оптичните измами, освен известната стая на Ешер, в която възрастни изглеждат по-малки, от децата си, както и итерактивни дизплеи.

## Интериор
В залите на музея са разположени петнадесет полилея, направени от ротердамския артист Ханс ван Бентем. Той проектира специално три от тях за музея, с някои препратки към работата на Ешер и двореца. В балната зала, полилей във формата на звезда се отразява в двете огледала. В другите стаи има полилеи във формата на акула, череп, паяк и водно конче.
Паркетът в двореца е проектиран през 1991 – 1992 г. от американския минималист Доналд Джуд по повод на откриването на бившия царски дворец като сграда за изложби. Джуд следва принципа на различните цветове и геометрични мотиви към пода в двореца.
|  | Тази страница частично или изцяло представлява превод на страницата Escher Museum в Уикипедия на английски. Оригиналният текст, както и този превод, са защитени от Лиценза „Криейтив Комънс – Признание – Споделяне на споделеното“, а за съдържание, създадено преди юни 2009 година – от Лиценза за свободна документация на ГНУ. Прегледайте историята на редакциите на оригиналната страница, както и на преводната страница, за да видите списъка на съавторите. ВАЖНО: Този шаблон се отнася единствено до авторските права върху съдържанието на статията. Добавянето му не отменя изискването да се посочват конкретни източници на твърденията, които да бъдат благонадеждни. |